# Момена (Козенца)
Момена је насеље у Италији у округу Козенца, региону Калабрија.
Према процени из 2011. у насељу је живело 209 становника. Насеље се налази на надморској висини од 1 м.